# Cascades Nigretta
Les cascades Nigretta, anteriorment conegudes amb el nom d'Upper Wannon, són unes cascades situades al Southern Grampians Shire, aproximadament 16 km a l'oest d'Hamilton, Victòria (Austràlia).
Les caigudes d'aigua són alimentades pel riu Wannon, que prové dels Monts Grampians.

## Localització i característiques
L'aigua cau sobre nombrosos afloraments rocosos, creant diversos rierols d'aigua que cauen i després cauen en una gran piscina a la base abans de continuar el seu viatge cap a les cascades Wannon, a uns 10 km riu avall. A diferència de la caiguda única de les cascades Wannon, Nigretta són unes cascades segmentades i multicanal de petites caigudes guiades per patrons de juntes en una roca volcànica riolítica molt antiga (Devonià). Tanmateix, com passa amb les cascades Wannon, la quantitat d'aigua varia amb l'època de l'any.
La Reserva Escènica Nigretta inclou parts de la vall del riu Wannon, que conté representants de les plantes natives de les Tablelands de Dundas, que figuren en les referències.